# Lieu historique national Alexander-Graham-Bell

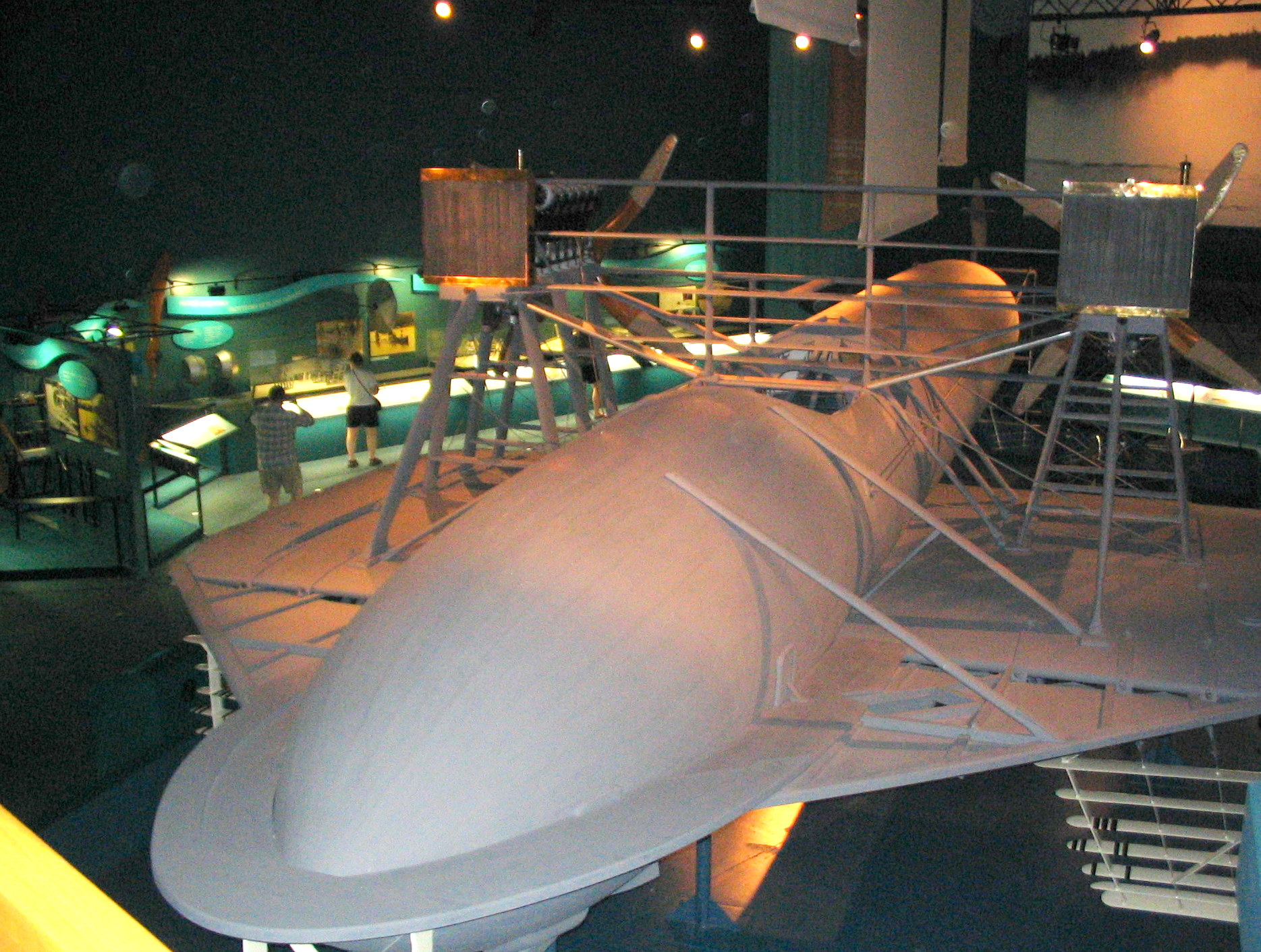
L'hydroptère expérimental HD-4 de Bell au musée. Conçu pour le service anti-sous-marin, il détient le record du monde de vitesse marine pendant plusieurs années.

Le lieu historique national Alexander-Graham-Bell (Alexander Graham Bell National Historic Site) est une propriété de 10 hectares située à Baddeck, en Nouvelle-Écosse (Canada). Il surplombe le lac Bras d'Or. Le site est une unité du système des parcs nationaux et comprend le musée Alexander Graham Bell, le seul musée au monde contenant les artefacts et les documents des années de travail expérimental d'Alexander Graham Bell à Baddeck. Il a été désigné lieu historique national en 1952.

## Musée

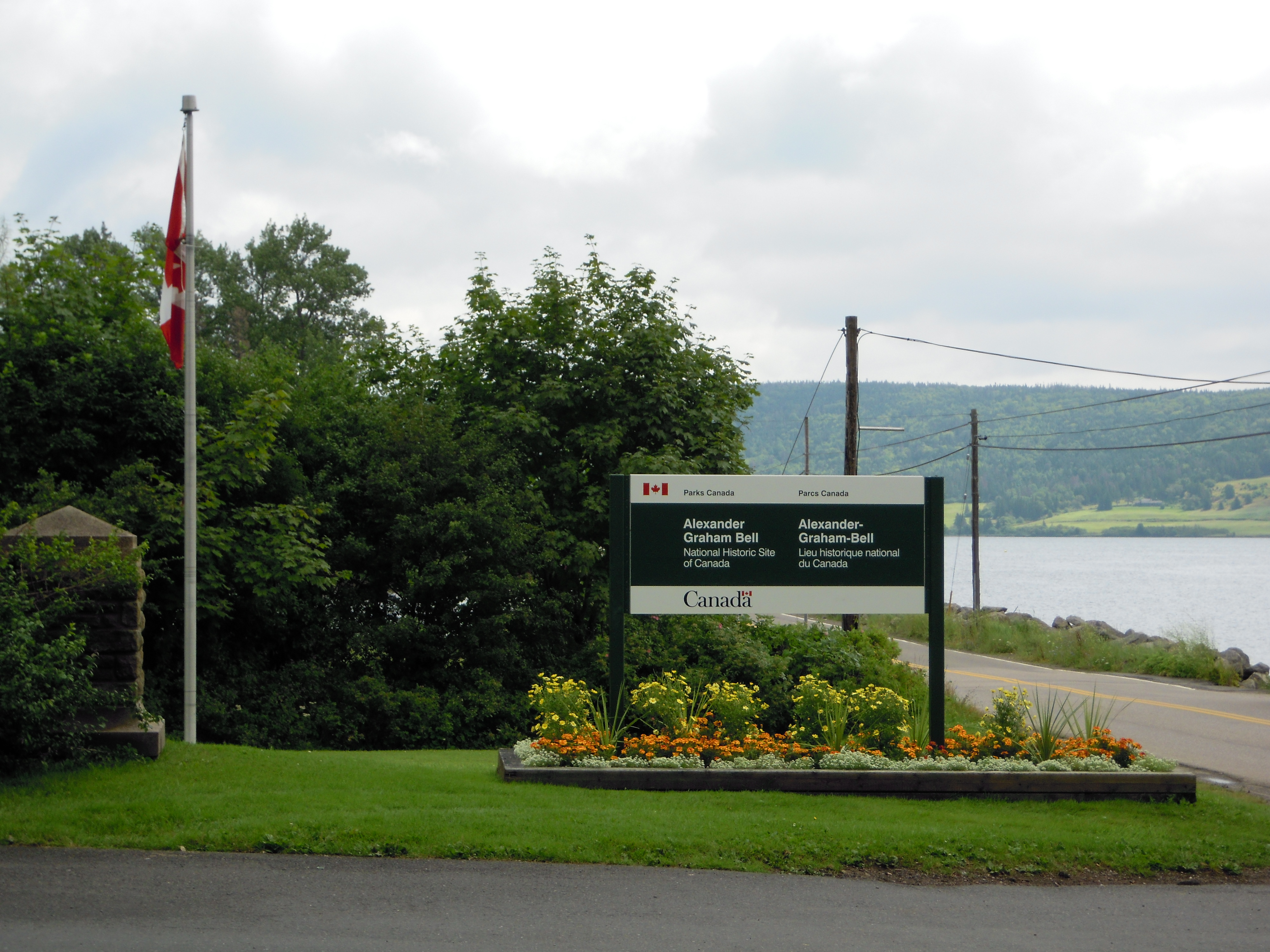
Entrée du lieu historique national Alexander-Graham-Bell

Le musée présente des artefacts donnés en 1955 par le musée de la famille Bell, situé dans la maison Kite à Beinn Bhreagh. Le musée présente également des souvenirs associés aux expériences de Bell, notamment: la coque HD-4 originale d'un hydroptère qui a établi le record du monde de vitesse à Baddeck de plus de 70 milles par heure (113 kilomètres par heure) en 1919; une réplique grandeur nature de ce bateau; l'AEA Silver Dart, que J.A.D. MacCurdy a piloté en 1909 dans les airs au-dessus de la banquise de la baie de Baddeck pour devenir le premier engin plus lourd que l'air à voler au Canada et peut-être dans l'empire britannique - ainsi que de nombreuses autres pièces d'exposition ans d’activités de recherche sur la transmission de la parole et du son par fil et par la lumière, ainsi que sur ses expériences avec des cerfs-volants, des avions et des bateaux à grande vitesse. Le musée présente également des expositions sur le travail de Bell auprès des sourds et sur la manière dont il a conduit à l'invention du téléphone .
En plus de ses expositions, le musée dispose d'une terrasse d'observation sur le toit du bâtiment qui offre une vue sur le domaine Beinn Bhreagh d'Alexander Graham Bell, à travers la baie. Beinn Bhreagh est un lieu historique national distinct, toujours occupé par les descendants de Bell. Le musée a été conçu par le célèbre architecte britannique O.Howard Leicester R.I.B.A.